# Gratioloideae
Gratioloideae, potporodica porodice trpučevki (Plantaginaceae), dio reda medićolike. Ime je dobila po tipičnom rodu Gratiola ili milica koji ima pretstavnike po svim kontinentima, osim Antarktike.
Postoji podjela na 4 tribusa.

## Rodovi
1. Subfamilia Gratioloideae (Benth.) Luerss.
  1. Tribus Angelonieae Pennell
    1. Angelonia Humb. & Bonpl. (28 spp.)
    2. Anamaria V.C.Souza (1 sp.)
    3. Monttea Gay (3 spp.)
    4. Melosperma Benth. (2 spp.)
    5. Basistemon Turcz. (8 spp.)
    6. Ourisia Comm. ex Juss. (30 spp.)

  2. Tribus Gratioleae Benth.
    1. Bacopa Aubl. (62 spp.)
    2. Geochorda Cham. & Schltdl. (1 sp.)
    3. Ildefonsia Gardner (1 sp.)
    4. Boelckea Rossow (1 sp.)
    5. Fonkia Phil. (1 sp.)
    6. Gratiola L. (28 spp.)
    7. Mecardonia Ruiz & Pav. (10 spp.)
    8. Scoparia L. (10 spp.)
    9. Trapella Oliv. (1 sp.)
    10. Dopatrium Buch.-Ham. ex Benth. (14 spp.)
    11. Deinostema T.Yamaz. (2 spp.)
    12. Hydrotriche Zucc. (4 spp.)
    13. Limnophila R.Br. (46 spp.)
    14. Brookea Benth. (6 spp.)
    15. Philcoxia P.Taylor & V.C.Souza (7 spp.)
    16. Adenosma R.Br. (20 spp.)
    17. Matourea Aubl. (9 spp.)
    18. Tetraulacium Turcz. (1 sp.)
    19. Dizygostemon (Benth.) Radlk. ex Wettst. (2 spp.)
    20. Lapaea Scatigna & V.C.Souza (5 spp.)
    21. Stemodia L. (44 spp.)
    22. Umbraria Scatigna & V. C. Souza (2 spp.)
    23. Leucospora Nutt. (1 sp.)
    24. Darcya B.L.Turner & C.P.Cowan (3 spp.)
    25. Cheilophyllum Pennell (8 spp.)
    26. Schistophragma Benth. ex Endl. (3 spp.)
    27. Dintera Stapf (1 sp.)
    28. Encopella Pennell (1 sp.)